# Maxillaria ferruginea
Maxillaria ferruginea är en orkidéart som beskrevs av Eric Alston Christenson. Maxillaria ferruginea ingår i släktet Maxillaria och familjen orkidéer.
Artens utbredningsområde är Ecuador. Inga underarter finns listade i Catalogue of Life.